# 阿米狄塔那
阿米狄塔那（约公元前1683年—约公元前1647年在位）（英語：Ammiditana）巴比伦第一王朝第九位国王。他是汉摩拉比的曾孙，在他父亲之后登上了巴比伦国王的宝座。他在巴比伦城鼓励公共工程建设，而且还迅速地重新掌握了因汉摩拉比死后落入到叛乱者手里的一些土地。